# If I Had Eyes
If I Had Eyes è il primo singolo ad essere estratto dall'album dell'artista hawaiano Jack Johnson Sleep Through the Static. È stato pubblicato su iTunes l'11 dicembre 2007.

## Tracce

### CD single
1. "If I Had Eyes" - 3:59
2. "Let It Be Sung" (with Matt Costa) - 4:08

## Classifiche
| Chart (2008)                      | Peak position |
| --------------------------------- | ------------- |
| Ö3 Austria Top 40                 | 37            |
| Canadian Singles Chart            | 11            |
| Chilean Singles Chart             | 84            |
| German Media Control Charts       | 73            |
| Netherlands Mega Single Top 100   | 60            |
| New Zealand RIANZ Singles Chart   | 33            |
| Swiss Singles Chart               | 30            |
| Thailand Singles Chart            | 3             |
| U.S. Billboard Hot 100            | 47            |
| U.S. Billboard Modern Rock Tracks | 7             |